# سوسیان
سوسیان (به عربی: سوسیان) یک روستا در سوریه است که در ناحیه مرکزی الباب واقع شده‌است. سوسیان ۱٬۴۵۲ نفر جمعیت دارد.